# Rzędowice (województwo opolskie)
Rzędowice (dodatkowa nazwa w j. niem. Rzendowitz) – wieś w Polsce położona w województwie opolskim, w powiecie oleskim, w gminie Dobrodzień.

## Podział administracyjny
W latach 1975–1998 miejscowość położona była w województwie częstochowskim. Częściami miejscowości są Bzionków, Kwierucie.

## Nazwa
Nazwa pochodzi od polskiego określenia oznaczającego położenie w szeregu - w rzędzie. Heinrich Adamy w swoim dziele o nazwach miejscowych na Śląsku wydanym w 1888 roku we Wrocławiu wymienia wcześniejszą od niemieckiej nazwę miejscowości w staropolskiej formie "Rzendowice" podając jej znaczenie - "Hauser in der Reihe (Reihendorf)" czyli w tłumaczeniu "Domy w szeregu, wieś szeregowa". Niemcy fonetycznie zgermanizowali nazwę miejscowości na "Rzendowitz" w wyniku czego utraciła ona swoje pierwotne znaczenie.
Ze względu na polskie pochodzenie nazwy w okresie hitlerowskiego reżimu w latach 1936-1945 nazistowska administracja III Rzeszy zmieniła zgermanizowaną nazwę na nową, całkowicie niemiecką Mühlental.

## Historia
W XIX w. na pieczęci gminnej wizerunek przedstawiał drzewo liściaste z korzeniami (?)